# János Vadász
János Vadász (* 1903 in Debrecen, Königreich Ungarn; † 16. März 1977 ebenda) war ein ungarischer Fotograf, Kameramann und Filmregisseur.

## Leben
János Vadász absolvierte ein Medizinstudium. Danach wurde er wissenschaftlicher Mitarbeiter an der Hochschule und Leiter des Foto- und Filmlabors der Fakultät für Heilpädagogik. In den Jahren von 1938 bis 1958 war er an wissenschaftlichen Filmaufnahmen beteiligt. Ab 1949 arbeitete er für die Ungarische Nachrichten- und Dokumentarfilmfabrik (Magyar Híradó és Dokumentum Filmgyár) im Bereich Mikrophotographie. Vadász machte Aufnahmen für ungefähr 100 Filme. Sein Film Nyitány machte ihn im In- und Ausland bekannt, da der Film den Hauptpreis beim II. Filmfestival in Miskolc im Mai 1965 und die Goldene Palme für den besten Kurzfilm bei den Filmfestspielen in Cannes im selben Jahr erhielt.

## Filme (Auswahl)
- A vér. 1954.
- Mint cseppben a tenger. 1961.
- Algák. 1962.
- Nyitány. 1964.
- A sejt. 1965.
- Asszociáció. 1968.